# Jordankal
Jordankal je naselje u slovenskoj Općini Mirnoj Peči. Jordankal se nalazi u pokrajini Dolenjskoj i statističkoj regiji Jugoistočnoj Sloveniji. 

## Stanovništvo
Prema popisu stanovništva iz 2002. godine naselje je imalo 38 stanovnika.